# 奧克伍德 (伊利諾伊州)
奧克伍德（英語：Oakwood）是位於美國伊利諾伊州弗米利恩縣的一個村落。

## 地理
奧克伍德的座標為40°06′43″N 87°46′35″W / 40.11194°N 87.77639°W，而該地最高點為海拔高度197米（即646英尺）。

## 人口
根據2010年美國人口普查的數據，奧克伍德的面積為2.40平方千米，當中陸地面積為2.40平方千米，而水域面積為0.00平方千米。當地共有人口1595人，而人口密度為每平方千米664人。